# Sarah Gibson (personnalité politique)
Pour les articles homonymes, voir Sarah Gibson.
Sarah Gibson, née en avril 1966, est une personnalité politique britannique libérale-démocrate. Elle est députée de Chippenham depuis les élections générales de 2024. Avant son élection au parlement, elle a été élue au Conseil du Wiltshire en 2017 et 2021.

## Biographie

### Jeunesse et carrière
Sarah Gibson naît en avril 1966.
Elle fréquente l'école polyvalente Ralph Allen. Elle obtient un Bachelor of Arts en architecture de l'Université de Kingston en 1987 et un diplôme de troisième cycle en architecture à la Bartlett School of Architecture and Planning de l'University College de Londres (aujourd'hui The Bartlett ) en 1991,.

### Carrière politique

#### Councillor
Sarah Gibson est élue pour la première fois au Wiltshire Council en mai 2017 pour servir la division Bradford-on-Avon South. Elle est réélue en mai 2021.
En tant que membre de plusieurs commissions du conseil, dont la commission de planification stratégique, elle vote en faveur du rejet des demandes présentées pour l'incinérateur de Westbury, d'une valeur de 200 millions de livres sterling, qui fait l'objet d'une controverse au niveau local.
En 2021, Sarah Gibson, qui est élue conseillère municipal pour la première fois en mai 2018, est maire de Bradford-on-Avon,.

#### Campagne pour les élections générales de 2024
Pendant la campagne des élections générales de 2024 au Royaume-Uni, où elle est candidate parlementaire, Sarah Gibson représenté les libéraux-démocrates dans le Wiltshire dans une émission de débat (diffusée le 19 juin 2024) pour la BBC : Your Voice, Your Vote: Election 2024 series.

#### Carrière parlementaire
Sarah Gibson est élue députée de Chippenham aux élections générales de 2024, avec 45,5 % des voix et une majorité de 8 138.